# Nothronychus
Nothronychus (il cui nome significa "artiglio pigro") è un genere estinto di dinosauri teropodi therizinosauridi vissuti nel Cretaceo superiore, circa 99,6-89,3 milioni di anni fa (Turoniano-Coniaciano), in Nord America. Il genere comprende due specie: la specie tipo, Nothronychus mckinleyi, descritta da James Kirkland e Douglas G. Wolfe nel 2001, è stata rinvenuta vicino al confine tra il Nuovo Messico e l'Arizona, in un'area conosciuta come Bacino Zuni, da rocce assegnate alla Formazione Moreno Hill, risalenti allo stadio Turoniano del Cretaceo superiore. Un secondo esemplare, descritto nel 2009 come una seconda specie, Nothronychus graffami, è stato rinvenuto nello scisto tropicale dello Utah, e datato a circa un milione e mezzo di anni prima rispetto alla specie N. mckinleyi.
Nothronychus era un grande teropode erbivoro, caratterizzato da un bacino largo simile a quello degli estinti bradipi terricoli, piedi con quattro dita rivolte in avanti, lunghi colli che sorreggevano una piccola testa allungata e lunghe braccia dotate di grossi artigli. Entrambe le specie erano simili per dimensioni, sebbene N. graffami fosse leggermente più robusto di N. mckinleyi.

## Scoperta e denominazione

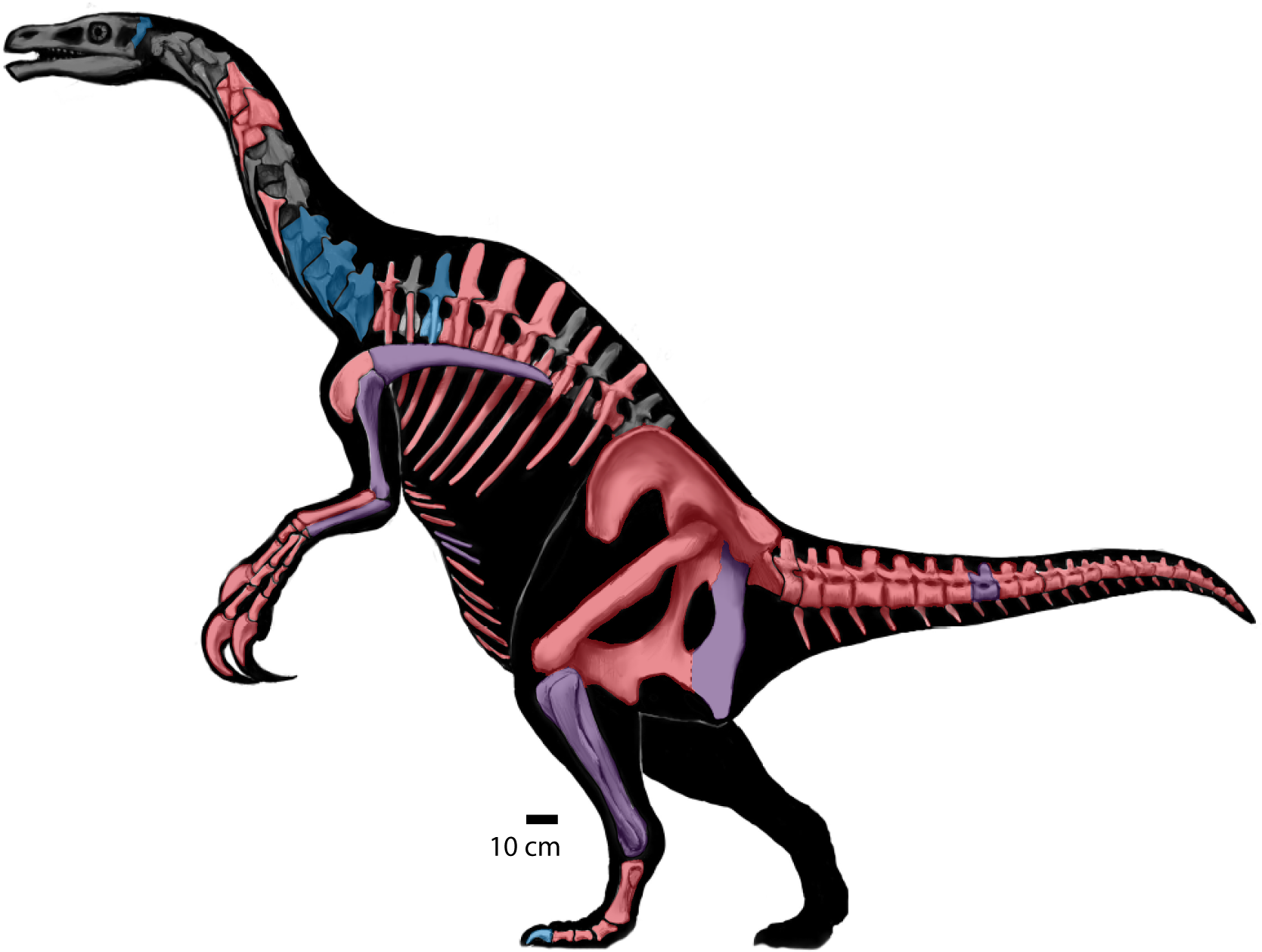
Elementi noti di N. mckinleyi in blu, N. graffami in rosso ed entrambe le specie in viola

La prima prova fossile successivamente attribuita a Nothronychus venne scoperta da un team di paleontologi che lavorava nel Bacino Zuni, nel Nuovo Messico, presso il sito di Haystack Butte, nella Formazione Moreno Hill. Un ischio di therizinosauro (un osso dell'anca) era stato originariamente scambiato per un osso squamosale, parte della cresta del cranio del ceratopsiano Zuniceratops, scoperto da poco. Tuttavia, un esame più attento rivelò la vera identità dell’osso, e presto furono rinvenute altre parti dello scheletro. Il team del Nuovo Messico, guidato dai paleontologi Jim Kirkland e Doug Wolfe, pubblicò la scoperta sul Journal of Vertebrate Paleontology il 22 agosto 2001, rendendo quell'esemplare il tipo della nuova specie Nothronychus mckinleyi. Il quotidiano The Arizona Republic, tuttavia, fu il primo ad annunciare il nome, il 19 giugno 2001, in un articolo di R. E. Molnar. Il nome del genere, Nothronychus, deriva dal greco νωθρός (nothros), che significa "pigro", e ὄνυξ (onyx), che significa "artiglio". Il nome della specie tipo, mckinleyi, rende omaggio all'allevatore Bobby McKinley, sul cui terreno vennero ritrovati i fossili dell'animale. L'olotipo, esemplare MSM P2106, è costituito da frammenti del cranio, una scatola cranica, alcune vertebre e parti del cingolo scapolare, degli arti anteriori, del bacino e degli arti posteriori.

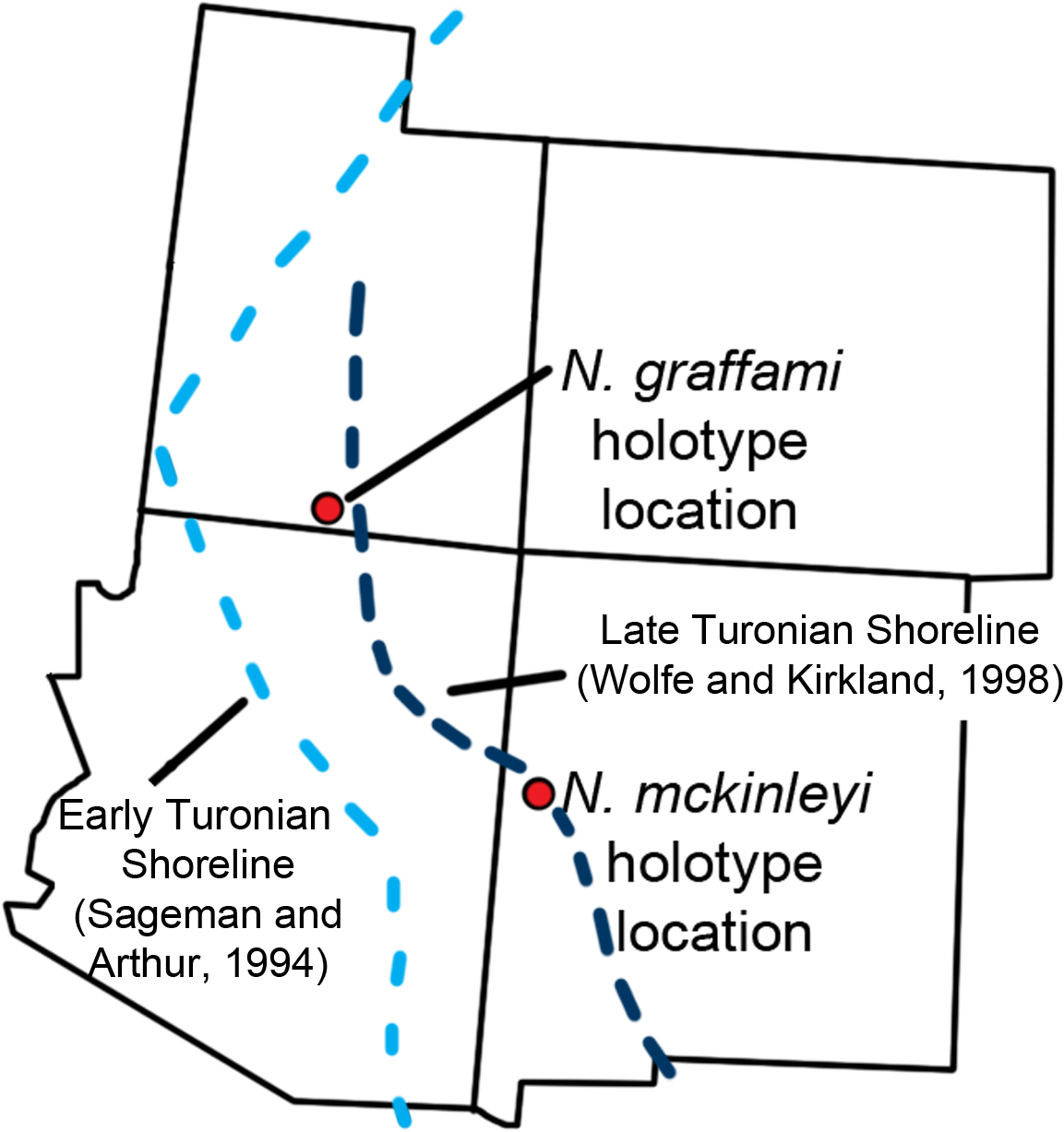
Località in cui sono stati trovati MSM P2106 e UMNH VP 16420

Un secondo esemplare più completo, UMNH VP 16420, venne scoperto nella Formazione Tropic Shale (risalente al primo stadio del Turoniano) dello Utah meridionale nel 2000 da Merle Graffam, residente a Big Water, Utah. L'area intorno a Big Water era stata oggetto di numerose spedizioni da parte di squadre del Museo dell'Arizona settentrionale (MNA) ed era nota per l'abbondanza di fossili di rettili marini, in particolare plesiosauri. Durante parte del tardo Cretaceo, la regione era sommersa da un mare poco profondo, il Mare Interno Occidentale, e conserva estesi depositi marini. La scoperta iniziale di Graffam (un grande osso isolato del dito del piede) fu una sorpresa per i colleghi, poiché apparteneva chiaramente a un dinosauro terrestre, piuttosto che a un plesiosauro. Tuttavia, la posizione di quell'osso all'epoca sarebbe stata a quasi 100 chilometri dalla costa. Uno scavo dell'area da parte di un equipaggio del MNA rivelò ulteriori parti dello scheletro, e gli scienziati scoprirono che si trattava di un therizinosauro, il primo esempio di questo gruppo ritrovato nelle Americhe, dato che tutti i precedenti fossili di therizinosauri provenivano dalla Cina e dalla Mongolia. Tra le due specie, N. graffami è la più completa, ma è priva del cranio.
In seguito, venne scoperto che l'esemplare dello Utah studiato dal team del MNA era strettamente imparentato con N. mckinleyi, sebbene differisse per corporatura (essendo più pesante) ed età (circa mezzo milione di anni più antico). L'esemplare del MNA fu annunciato per la prima volta in due presentazioni del 2002 durante il 54º incontro della Rocky Mountain Geological Society of America. Successivamente venne discusso in un numero di Arizona Geology come una specie distinta da N. mckinleyi, ma senza nome. L'esemplare venne infine classificato e denominato come nuova specie, Nothronychus graffami, da Lindsay Zanno e colleghi sulla rivista Proceedings of the Royal Society B, il 15 luglio 2009. N. graffami fu così nominato in onore di Graffam, che scoprì gli esemplari originali. Uno scheletro ricostruito di N. graffami venne esposto al MNA nel settembre 2007. Nel 2015, Hedrick e colleghi condussero un'ampia revisione osteologica di entrambe le specie e dei rispettivi esemplari, concludendo che Nothronychus era uno dei taxon più completi e ben conosciuti tra i therizinosauridi.

## Descrizione

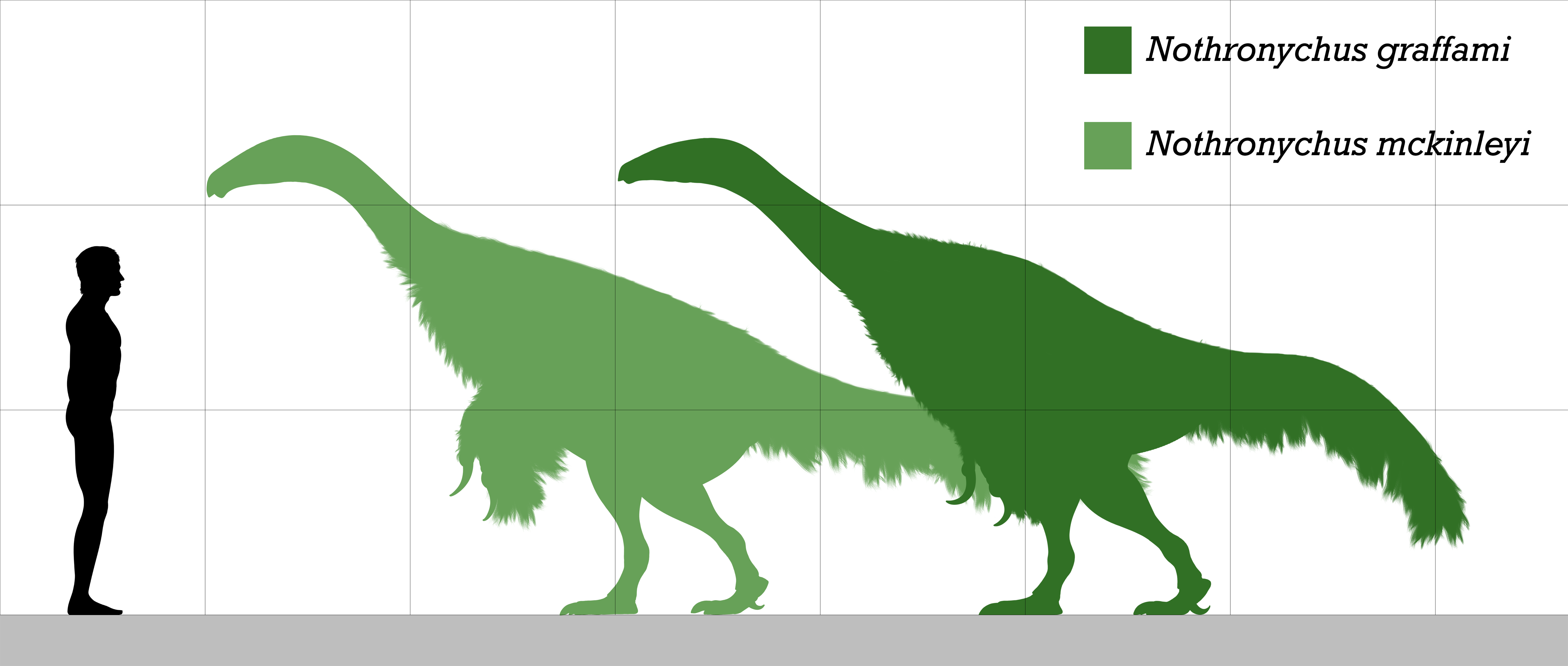
Confronto delle dimensioni tra N. mckinleyi e N. graffami

Nothronychus era un therizinosauro di medie dimensioni, con una lunghezza stimata tra 4,2 e 5,3 metri e un peso compreso tra 800 e 1.200 kg. L'animale presentava un bacino molto ampio e "panciuto", un lungo collo e arti posteriori tozzi, dotati di piedi con quattro dita. Gli arti anteriori erano relativamente grandi, con mani lunghe e abili, provviste di artigli ricurvi e appuntiti che potevano raggiungere i 30 centimetri di lunghezza. La coda era relativamente corta, ma più flessibile rispetto a quella di altri teropodi.
Il genere Nothronychus può essere distinto dagli altri taxa di therizinosauri sulla base di diverse caratteristiche anatomiche: un processo otturatorio marcatamente subcircolare, un forame otturatorio allungato verso il basso, un'area di contatto tra pube e ischio limitata alla metà superiore della proiezione otturatoria, e un'incisione profonda tra la faccetta inferiore del processo otturatorio e la diafisi anteriore dell'ischio.
Entrambe le specie, N. mckinleyi e N. graffami, sono note da esemplari maturi di dimensioni simili, come evidenziato dalla fusione delle spine neurali e dello scapolocoracoide. Presentano omeri (parte superiore del braccio) di dimensioni pressoché identiche, che misurano rispettivamente 41,5 e 42,4 centimetri di lunghezza, sebbene N. mckinleyi fosse diverso da N. graffami per essere leggermente meno robusto e per alcune caratteristiche delle vertebre caudali, nonché per un'ulna (osso dell'avambraccio) più piegata.

## Classificazione
Nothronychus è un membro di Coelurosauria, un gruppo di teropodi composto principalmente da dinosauri carnivori. Tuttavia, più specificamente, Nothronychus fa parte del sottogruppo Maniraptora, teropodi che si sono evoluti in forme parzialmente onnivore e, nel caso di Nothronychus e della sua famiglia Therizinosauridae, in erbivori. Nothronychus mckinleyi venne assegnato alla famiglia Therizinosauridae nel 2001, sulla base delle caratteristiche derivate del genere.
Nel 2010, Lindsay E. Zanno eseguì un'ampia e completa analisi di Therizinosauria. L'analisi cladistica condotta recuperò sia N. mckinleyi che N. graffami come sister taxa, ovvero specie sorelle. La maggior parte dei dati forniti da Zanno venne successivamente utilizzata da Hartman e colleghi nel 2019, durante un'ampia analisi filogenetica di Coelurosauria. In quest'ultima analisi, Nothronychus venne recuperato come un therizinosauride, con entrambe le specie in posizioni derivate all'interno della famiglia. Di seguito sono riportati i risultati ottenuti per i Therizinosauridae:

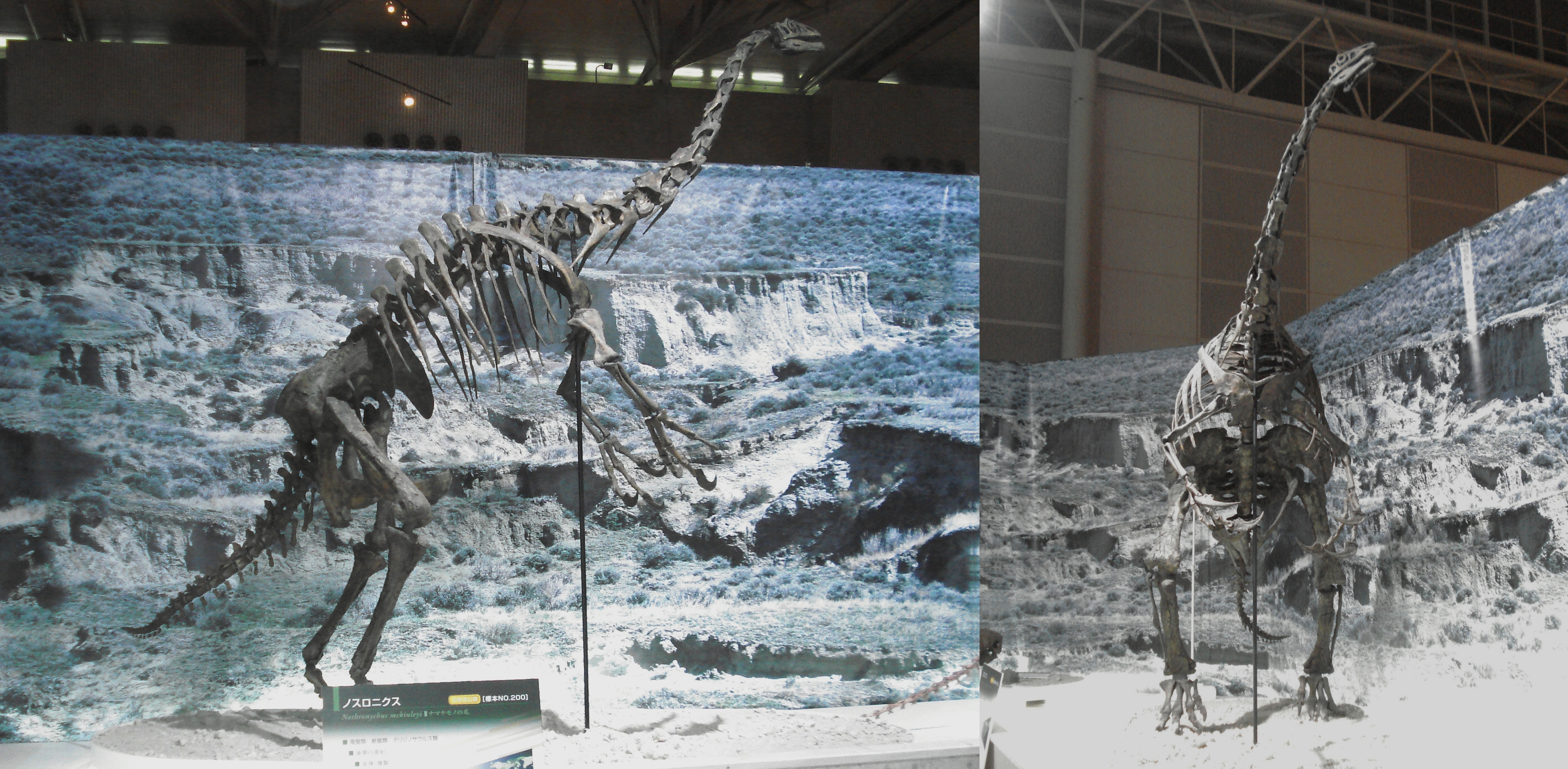
Scheletro di Nothronychus visto lateralmente e frontalmente

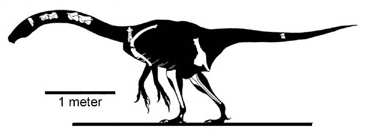
Elementi conosciuti di N. mckinleyi

|  | Neimongosaurus                                                   |
|  |                                                                  |
|  | \| \| Therizinosaurus \| \| \| \| \| \| Erliansaurus \| \| \| \| |
|  |                                                                  |
|  | Therizinosaurus                                                  |
|  |                                                                  |
|  | Erliansaurus                                                     |
|  |                                                                  |

|  | Therizinosaurus |
|  |                 |
|  | Erliansaurus    |
|  |                 |

|  | Neimongosaurus                                                   |
|  |                                                                  |
|  | \| \| Therizinosaurus \| \| \| \| \| \| Erliansaurus \| \| \| \| |
|  |                                                                  |
|  | Therizinosaurus                                                  |
|  |                                                                  |
|  | Erliansaurus                                                     |
|  |                                                                  |

|  | Therizinosaurus |
|  |                 |
|  | Erliansaurus    |
|  |                 |

|  | Segnosaurus |
|  |             |
|  | AMNH 6368   |
|  |             |

|  | \| \| Erlikosaurus \| \| \| \| \| \| Nothronychus mckinleyi \| \| \| \| \| \| Nothronychus graffami \| \| \| \| |
|  | |
|  | Erlikosaurus |
|  | |
|  | Nothronychus mckinleyi                                                                                          |
|  | |
|  | Nothronychus graffami                                                                                           |
|  | |

|  | Erlikosaurus           |
|  |                        |
|  | Nothronychus mckinleyi |
|  |                        |
|  | Nothronychus graffami  |
|  |                        |

|  | Segnosaurus |
|  |             |
|  | AMNH 6368   |
|  |             |

|  | \| \| Erlikosaurus \| \| \| \| \| \| Nothronychus mckinleyi \| \| \| \| \| \| Nothronychus graffami \| \| \| \| |
|  | |
|  | Erlikosaurus |
|  | |
|  | Nothronychus mckinleyi                                                                                          |
|  | |
|  | Nothronychus graffami                                                                                           |
|  | |

|  | Erlikosaurus           |
|  |                        |
|  | Nothronychus mckinleyi |
|  |                        |
|  | Nothronychus graffami  |
|  |                        |

|  | Segnosaurus |
|  |             |
|  | AMNH 6368   |
|  |             |

|  | \| \| Erlikosaurus \| \| \| \| \| \| Nothronychus mckinleyi \| \| \| \| \| \| Nothronychus graffami \| \| \| \| |
|  | |
|  | Erlikosaurus |
|  | |
|  | Nothronychus mckinleyi                                                                                          |
|  | |
|  | Nothronychus graffami                                                                                           |
|  | |

|  | Erlikosaurus           |
|  |                        |
|  | Nothronychus mckinleyi |
|  |                        |
|  | Nothronychus graffami  |
|  |                        |

|  | Segnosaurus |
|  |             |
|  | AMNH 6368   |
|  |             |

|  | \| \| Erlikosaurus \| \| \| \| \| \| Nothronychus mckinleyi \| \| \| \| \| \| Nothronychus graffami \| \| \| \| |
|  | |
|  | Erlikosaurus |
|  | |
|  | Nothronychus mckinleyi                                                                                          |
|  | |
|  | Nothronychus graffami                                                                                           |
|  | |

|  | Erlikosaurus           |
|  |                        |
|  | Nothronychus mckinleyi |
|  |                        |
|  | Nothronychus graffami  |
|  |                        |

|  | Segnosaurus |
|  |             |
|  | AMNH 6368   |
|  |             |

|  | \| \| Erlikosaurus \| \| \| \| \| \| Nothronychus mckinleyi \| \| \| \| \| \| Nothronychus graffami \| \| \| \| |
|  | |
|  | Erlikosaurus |
|  | |
|  | Nothronychus mckinleyi                                                                                          |
|  | |
|  | Nothronychus graffami                                                                                           |
|  | |

|  | Erlikosaurus           |
|  |                        |
|  | Nothronychus mckinleyi |
|  |                        |
|  | Nothronychus graffami  |
|  |                        |

|  | Segnosaurus |
|  |             |
|  | AMNH 6368   |
|  |             |

|  | \| \| Erlikosaurus \| \| \| \| \| \| Nothronychus mckinleyi \| \| \| \| \| \| Nothronychus graffami \| \| \| \| |
|  | |
|  | Erlikosaurus |
|  | |
|  | Nothronychus mckinleyi                                                                                          |
|  | |
|  | Nothronychus graffami                                                                                           |
|  | |

|  | Erlikosaurus           |
|  |                        |
|  | Nothronychus mckinleyi |
|  |                        |
|  | Nothronychus graffami  |
|  |                        |

|  | Segnosaurus |
|  |             |
|  | AMNH 6368   |
|  |             |

|  | \| \| Erlikosaurus \| \| \| \| \| \| Nothronychus mckinleyi \| \| \| \| \| \| Nothronychus graffami \| \| \| \| |
|  | |
|  | Erlikosaurus |
|  | |
|  | Nothronychus mckinleyi                                                                                          |
|  | |
|  | Nothronychus graffami                                                                                           |
|  | |

|  | Erlikosaurus           |
|  |                        |
|  | Nothronychus mckinleyi |
|  |                        |
|  | Nothronychus graffami  |
|  |                        |

|  | Segnosaurus |
|  |             |
|  | AMNH 6368   |
|  |             |

|  | \| \| Erlikosaurus \| \| \| \| \| \| Nothronychus mckinleyi \| \| \| \| \| \| Nothronychus graffami \| \| \| \| |
|  | |
|  | Erlikosaurus |
|  | |
|  | Nothronychus mckinleyi                                                                                          |
|  | |
|  | Nothronychus graffami                                                                                           |
|  | |

|  | Erlikosaurus           |
|  |                        |
|  | Nothronychus mckinleyi |
|  |                        |
|  | Nothronychus graffami  |
|  |                        |

|  | Neimongosaurus                                                   |
|  |                                                                  |
|  | \| \| Therizinosaurus \| \| \| \| \| \| Erliansaurus \| \| \| \| |
|  |                                                                  |
|  | Therizinosaurus                                                  |
|  |                                                                  |
|  | Erliansaurus                                                     |
|  |                                                                  |

|  | Therizinosaurus |
|  |                 |
|  | Erliansaurus    |
|  |                 |

|  | Neimongosaurus                                                   |
|  |                                                                  |
|  | \| \| Therizinosaurus \| \| \| \| \| \| Erliansaurus \| \| \| \| |
|  |                                                                  |
|  | Therizinosaurus                                                  |
|  |                                                                  |
|  | Erliansaurus                                                     |
|  |                                                                  |

|  | Therizinosaurus |
|  |                 |
|  | Erliansaurus    |
|  |                 |

|  | Segnosaurus |
|  |             |
|  | AMNH 6368   |
|  |             |

|  | \| \| Erlikosaurus \| \| \| \| \| \| Nothronychus mckinleyi \| \| \| \| \| \| Nothronychus graffami \| \| \| \| |
|  | |
|  | Erlikosaurus |
|  | |
|  | Nothronychus mckinleyi                                                                                          |
|  | |
|  | Nothronychus graffami                                                                                           |
|  | |

|  | Erlikosaurus           |
|  |                        |
|  | Nothronychus mckinleyi |
|  |                        |
|  | Nothronychus graffami  |
|  |                        |

|  | Segnosaurus |
|  |             |
|  | AMNH 6368   |
|  |             |

|  | \| \| Erlikosaurus \| \| \| \| \| \| Nothronychus mckinleyi \| \| \| \| \| \| Nothronychus graffami \| \| \| \| |
|  | |
|  | Erlikosaurus |
|  | |
|  | Nothronychus mckinleyi                                                                                          |
|  | |
|  | Nothronychus graffami                                                                                           |
|  | |

|  | Erlikosaurus           |
|  |                        |
|  | Nothronychus mckinleyi |
|  |                        |
|  | Nothronychus graffami  |
|  |                        |

|  | Segnosaurus |
|  |             |
|  | AMNH 6368   |
|  |             |

|  | \| \| Erlikosaurus \| \| \| \| \| \| Nothronychus mckinleyi \| \| \| \| \| \| Nothronychus graffami \| \| \| \| |
|  | |
|  | Erlikosaurus |
|  | |
|  | Nothronychus mckinleyi                                                                                          |
|  | |
|  | Nothronychus graffami                                                                                           |
|  | |

|  | Erlikosaurus           |
|  |                        |
|  | Nothronychus mckinleyi |
|  |                        |
|  | Nothronychus graffami  |
|  |                        |

|  | Segnosaurus |
|  |             |
|  | AMNH 6368   |
|  |             |

|  | \| \| Erlikosaurus \| \| \| \| \| \| Nothronychus mckinleyi \| \| \| \| \| \| Nothronychus graffami \| \| \| \| |
|  | |
|  | Erlikosaurus |
|  | |
|  | Nothronychus mckinleyi                                                                                          |
|  | |
|  | Nothronychus graffami                                                                                           |
|  | |

|  | Erlikosaurus           |
|  |                        |
|  | Nothronychus mckinleyi |
|  |                        |
|  | Nothronychus graffami  |
|  |                        |

|  | Segnosaurus |
|  |             |
|  | AMNH 6368   |
|  |             |

|  | \| \| Erlikosaurus \| \| \| \| \| \| Nothronychus mckinleyi \| \| \| \| \| \| Nothronychus graffami \| \| \| \| |
|  | |
|  | Erlikosaurus |
|  | |
|  | Nothronychus mckinleyi                                                                                          |
|  | |
|  | Nothronychus graffami                                                                                           |
|  | |

|  | Erlikosaurus           |
|  |                        |
|  | Nothronychus mckinleyi |
|  |                        |
|  | Nothronychus graffami  |
|  |                        |

|  | Segnosaurus |
|  |             |
|  | AMNH 6368   |
|  |             |

|  | \| \| Erlikosaurus \| \| \| \| \| \| Nothronychus mckinleyi \| \| \| \| \| \| Nothronychus graffami \| \| \| \| |
|  | |
|  | Erlikosaurus |
|  | |
|  | Nothronychus mckinleyi                                                                                          |
|  | |
|  | Nothronychus graffami                                                                                           |
|  | |

|  | Erlikosaurus           |
|  |                        |
|  | Nothronychus mckinleyi |
|  |                        |
|  | Nothronychus graffami  |
|  |                        |

|  | Segnosaurus |
|  |             |
|  | AMNH 6368   |
|  |             |

|  | \| \| Erlikosaurus \| \| \| \| \| \| Nothronychus mckinleyi \| \| \| \| \| \| Nothronychus graffami \| \| \| \| |
|  | |
|  | Erlikosaurus |
|  | |
|  | Nothronychus mckinleyi                                                                                          |
|  | |
|  | Nothronychus graffami                                                                                           |
|  | |

|  | Erlikosaurus           |
|  |                        |
|  | Nothronychus mckinleyi |
|  |                        |
|  | Nothronychus graffami  |
|  |                        |

|  | Segnosaurus |
|  |             |
|  | AMNH 6368   |
|  |             |

|  | \| \| Erlikosaurus \| \| \| \| \| \| Nothronychus mckinleyi \| \| \| \| \| \| Nothronychus graffami \| \| \| \| |
|  | |
|  | Erlikosaurus |
|  | |
|  | Nothronychus mckinleyi                                                                                          |
|  | |
|  | Nothronychus graffami                                                                                           |
|  | |

|  | Erlikosaurus           |
|  |                        |
|  | Nothronychus mckinleyi |
|  |                        |
|  | Nothronychus graffami  |
|  |                        |

## Paleobiologia

### Alimentazione

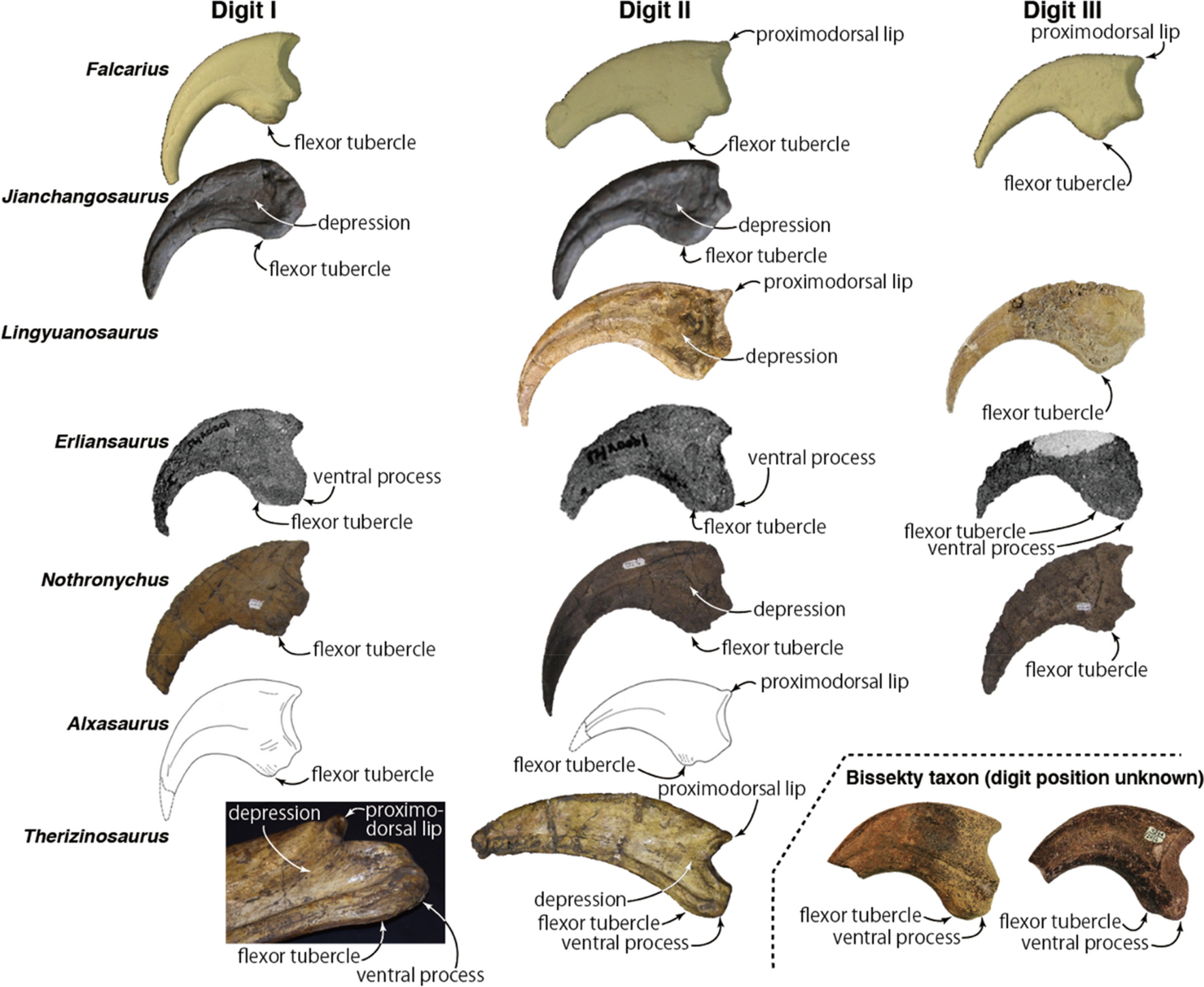
Confronto tra gli artigli degli arti anteriori di diversi terizinosauri, incluso N. graffami

Nel 2009, Zanno e colleghi affermarono che i therizinosauri fossero i migliori candidati tra i teropodi per una dieta erbivora, sulla base di diverse caratteristiche anatomiche: la dentellatura dei loro denti, fitta e grossolana; denti a forma di lancia con un tasso di sostituzione relativamente basso; un becco cheratinoso ben sviluppato; un lungo collo adatto alla brucatura di piante alte; crani relativamente piccoli; una capacità intestinale molto ampia, suggerita dalla circonferenza costale del torace e dai processi iliaci svasati lateralmente; e la marcata assenza di adattamenti cursoriali negli arti posteriori. Tutte queste caratteristiche indicano che i membri di questa famiglia si nutrivano di vegetazione, pre-elaborandola già nella bocca per iniziare la scomposizione di cellulosa e lignina. Questo è particolarmente vero per i therizinosauridi, che sembrano aver ulteriormente sviluppato tali adattamenti.
Uno degli adattamenti più peculiari nei therizinosauridi più derivati riguarda i piedi a quattro dita, in cui il primo dito (che nella maggior parte dei teropodi era ridotto a uno sperone non funzionale) era invece pienamente sviluppato e in grado di sostenere il peso dell'animale, probabilmente un adattamento a uno stile di vita più lento. Zanno e colleghi evidenziarono inoltre che ornithomimosauri, therizinosauri e oviraptorosauri mostrano prove dirette o morfologiche di una dieta erbivora, il che implicherebbe che il passaggio all'erbivoria si sia evoluto indipendentemente almeno tre volte all'interno dei coelurosauri, oppure, in alternativa, che la condizione ancestrale di questo gruppo fosse quella di un erbivoro facoltativo, da cui solo i maniraptori più derivati svilupparono una dieta completamente carnivora.
Nel 2014, Lautenschlager testò la funzione biomeccanica degli artigli in diversi therizinosauri e notò che le mani di alcuni therizinosauridi (come Nothronychus o Therizinosaurus) erano particolarmente efficaci nel perforare o nel tirare giù la vegetazione. Le braccia avrebbero potuto estendere il raggio d'azione dell'animale oltre la portata del collo, se impiegate per brucare, afferrare o abbattere la vegetazione. Tuttavia, nei generi in cui sono conservati sia gli elementi del collo che quelli degli arti anteriori, il collo risultava di lunghezza uguale o superiore agli arti anteriori, perciò l'ipotesi che gli artigli servissero ad avvicinare la vegetazione funziona solo se l'animale piegava un ramo più basso per raggiungere le fronde più alte, fuori dalla portata diretta del collo.
Lautenschlager dimostrò inoltre che gli artigli dei therizinosauridi non erano adatti allo scavo, attività che sarebbe risultata più plausibile con gli artigli dei piedi. Negli arti anteriori, infatti, come in altri maniraptori, le piume avrebbero interferito con questa funzione. Inoltre, lo scavo genererebbe una maggiore sollecitazione dorsale sugli artigli, più evidente in Therizinosaurus che in Nothronychus. Tuttavia, Lautenschlager non poté né confermare né escludere che gli artigli delle mani potessero essere usati anche per altri scopi, come l'esibizione sessuale, la difesa, la competizione intraspecifica, l'aggrapparsi al partner durante l'accoppiamento o la stabilizzazione della presa durante la brucatura.
Nel 2024, Smith e Gillette confermarono l'ernivoria di Nothronychus sulla base del pube retroverso, analogo alla barra postacetabolare degli ornitischi. Inoltre, notarono che molte caratteristiche di Nothronychus, compresa la condizione pubica, erano assenti nei therizinosauri più basali come Falcarius, suggerendo che tali strutture si siano evolute più volte all'interno della stirpe dei maniraptora.

### Miologia

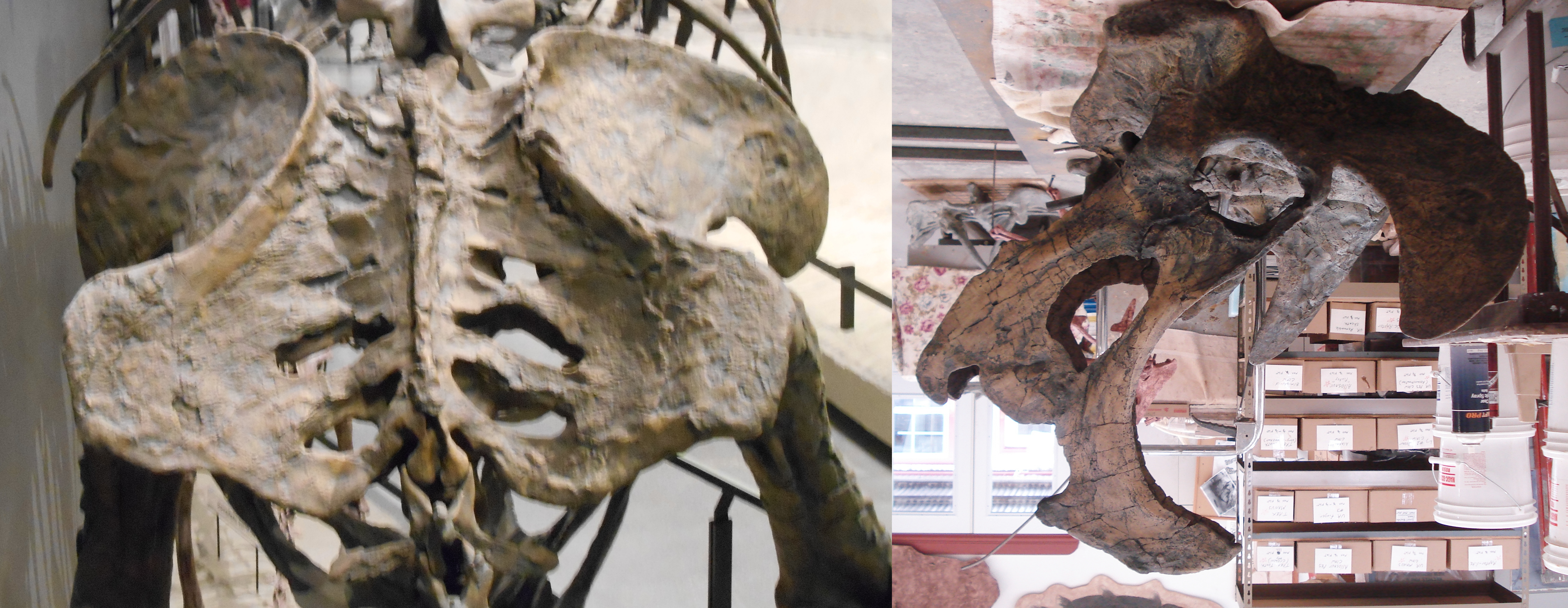
Calco del bacino di N. graffami, in vista posteriore e laterale

Nel 2015, Smith studiò la miologia e la morfologia funzionale della giunzione craniocervicale di N. mckinleyi. I muscoli craniocervicali possono essere suddivisi in gruppi funzionali: dorsiflessori, lateroflessori e ventroflessori. Nei Nothronychus, i lateroflessori e i dorsiflessori risultano relativamente ridotti ma ancora ben sviluppati, mentre i ventroflessori permettevano una marcata ventroflessione. A causa delle spine neurali poco sviluppate in rapporto al lungo collo a forma di S, la conformazione del collo dell'animale era simile a quella di struzzi e Diplodocus. Ogni singolo centro vertebrale presentava una limitata libertà di movimento, il che implica che la mobilità complessiva del collo derivasse esclusivamente dall'effetto combinato delle vertebre cervicali nel loro insieme.
Nel 2021, Smith ricostruì la muscolatura degli arti anteriori di entrambe le specie. Come previsto per i teropodi derivati non aviari, gli arti anteriori probabilmente non possedevano un'ampia escursione articolare. L'omero distale presentava una fossa brachiale ben sviluppata, mentre l'omero prossimale potrebbe aver incluso una fossa pneumotricipitales; l'epicleidio deflesso della furcula rappresenta uno sviluppo ancora non documentato in altri teropodi. Altri aspetti della muscolatura degli arti anteriori erano simili a quelli dei dromaeosauridi, e la cintura pettorale mostrava affinità con quella dei velociraptorini.
Nello stesso anno, Smith ricostruì la muscolatura degli arti posteriori di N. graffami. Nothronychus presentava un bacino inizialmente opistopubico, che Smith ipotizza fosse associato a un'ampia riorganizzazione del sistema muscolare. La sua ricostruzione ha mostrato che la muscolatura di Nothronychus presentava, in una certa misura, convergenze con quella degli uccelli, in particolare per la presenza del pube retroverso fuso con l'ischio, del sinsacro e della struttura del piede simile a quella aviana. Inoltre, è emerso che la sua muscolatura non solo convergeva con quella degli uccelli, ma anche con quella degli ornitischi, suggerendo che il pube retroverso di alcuni maniraptori e la barra postacetabolare degli ornitischi costituiscano strutture analoghe.
Uno studio del 2023, condotto da Smith e Gillette, suggerisce che gran parte del movimento durante la locomozione di N. graffami avvenisse al livello del ginocchio, con una mobilità limitata del femore. Lo stesso studio propone inoltre un'andatura ondeggiante per Nothronychus e una postura prevalentemente digitigrada, sebbene non si possa escludere del tutto un'andatura plantigrada.

### Sensi e respirazione

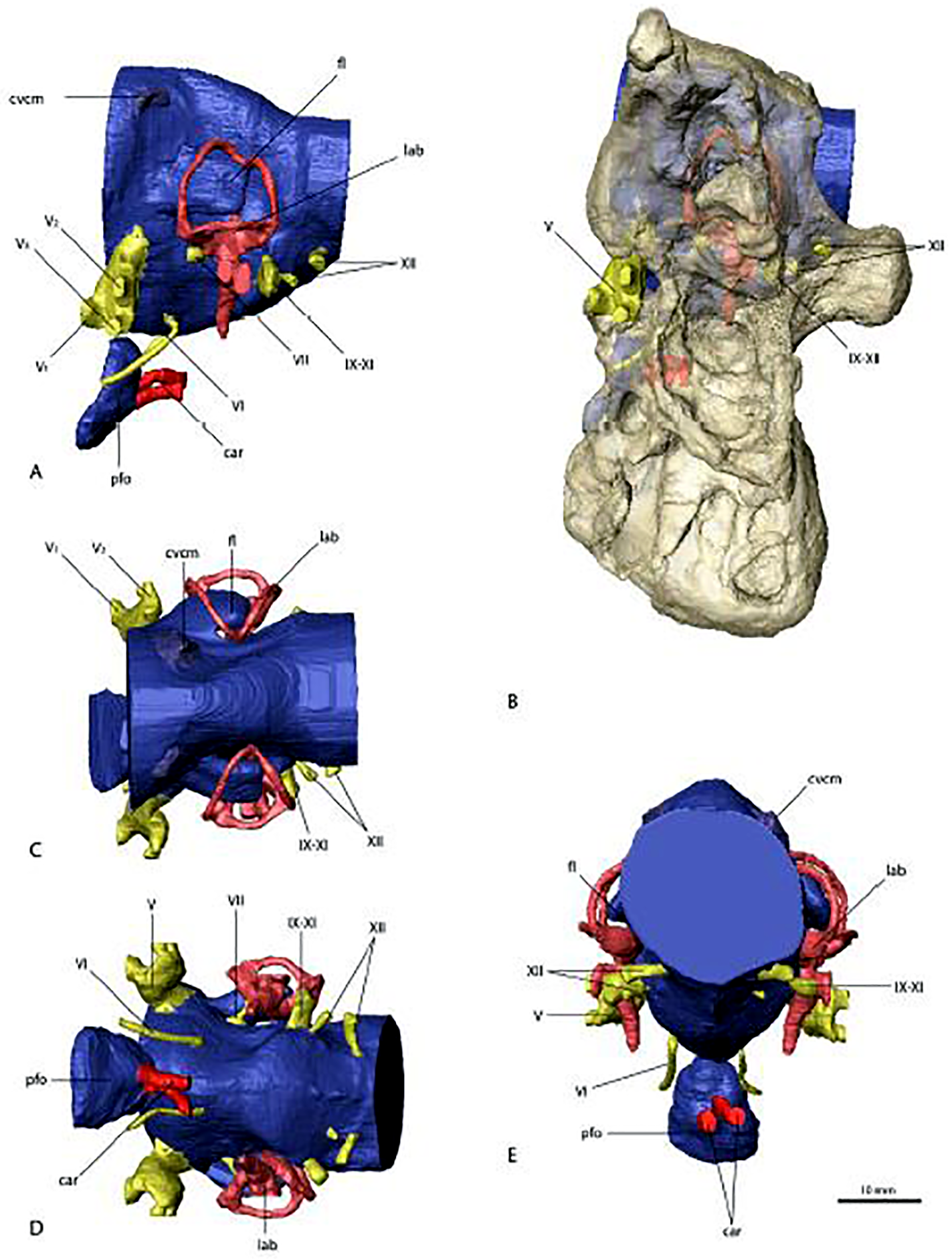
Endocasto cranico di N. mckinleyi

Nel 2012, il paleontologo Stephan Lautenschlager e il suo team esaminarono gli endocasti (cavità cerebrali) di diversi therizinosauri, incluso N. mckinleyi, concludendo che la maggior parte dei membri di questo gruppo possedeva sensi dell'olfatto, dell'udito e dell'equilibrio ben sviluppati, utili soprattutto nella ricerca dei cibo. Il prosencefalo allargato dei therizinosauri potrebbe essere stato funzionale anche a comportamenti sociali complessi e all'evitamento dei predatori. Queste capacità sensoriali erano già ben sviluppate nei primi coelurosauri e in altri teropodi, indicando che i therizinosauri potrebbero aver ereditato tali tratti dai loro antenati carnivori, adattandoli a una dieta specializzata e differente.
Nel 2018, l'olotipo della scatola cranica di Nothronychus mckinleyi venne riesaminato da Smith e colleghi, che aggiornarono diversi aspetti relativi alla morfologia cranica di base e alla ricostruzione dei tessuti molli. Gli studiosi notarono la presenza di ampie camere pneumatiche in corrispondenza delle aree sensoriali, suggerendo che un sistema timpanico ampliato avrebbe consentito una ricezione ottimale dei suoni a bassa frequenza – possibilmente infrasuoni – e potenzialmente favorito un comportamento sociale complesso. Anche la coclea allargata e la presenza di camere pneumatiche estese vicino all'orecchio medio supportano questa ipotesi. Smith e colleghi stimarono per N. mckinleyi una frequenza uditiva media compresa tra 1.100 e 1.450 Hz, con limiti superiori tra 3.000 e 3.700 Hz, pur riconoscendo che queste stime potrebbero risultare leggermente sovrastimate.
Inoltre, N. mckinleyi presentava canali semicircolari allungati nell'orecchio, tipici di uno stile di vita attivo e, almeno in parte, predatorio. Questo suggerisce che la maggior parte dei therizinosauridi (e forse tutti i therizinosauri) mantenessero una configurazione uditiva ancestrale di tipo carnivoro, come già ipotizzato per Erlikosaurus. Infine, sulla base della struttura cranica di quest'ultimo, è stato ipotizzato che N. mckinleyi mantenesse una postura della testa relativamente orizzontale, associata a campi visivi sovrapposti e visione binoculare, dedotta dall'orientamento del canale semicircolare orizzontale in rapporto al condilo occipitale.
Nel 2021, Smith e colleghi esaminarono la pneumaticità scheletrica degli esemplari di entrambe le specie. Lo scheletro assile (comprendente basicranio, vertebre presacrali e caudali prossimali) mostra un'estesa pneumatizzazione, il che indica la presenza di ampie sacche aeree in queste regioni. Al contrario, il sinsacro e l'ileo non risultano pneumatizzati, suggerendo che la sacca aerea abbia bypassato il sinsacro. Secondo i ricercatori, la pneumatizzazione nei therizinosauri non era correlata né alla riduzione del peso né alla termoregolazione, ma piuttosto a un sistema respiratorio di tipo aviario. Con i polmoni ancorati alle vertebre dorsali, Nothronychus potrebbe aver posseduto un sistema respiratorio simile a quello degli uccelli, con "flusso d'aria unidirezionale in stile aviario e scambio sangue/ossigeno a corrente incrociata".
Tuttavia, a differenza degli uccelli, il sacco aereo clavicolare di Nothronychus potrebbe essere stato ridotto o assente, come indicato dalla mancanza di forcole pneumatiche o di elementi appendicolari pneumatizzati. Anche le sue costole non mostrano segni di processi uncinati.

## Paleoambiente
L'esemplare di N. mckinleyi proviene dalla Formazione Moreno Hill, che documenta un periodo caratterizzato da sconvolgimenti tettonici, attività vulcaniche, paleoclima umido e spostamenti dei margini costieri del Nord America. Altri fossili di dinosauri rinvenuti in questa formazione includono quelli del tirannosauroide Suskityrannus, del ceratopsiano Zuniceratops, dell'hadrosauroide Jeyawati, nonché resti non ancora descritti di un anchilosauro. La formazione ha restituito inoltre fossili di tre gruppi di tartarughe: la baenide Edowa, l'elochelidride Naomichelys e un trionichide indeterminato. Tra gli altri fossili di vertebrati figurano denti di coccodrilli e amiidi, oltre a scaglie appartenenti al luccio alligatore.
L'esemplare di N. graffami è invece noto dalla Formazione Tropic Shale, che documenta il primo stadio del Turoniano nello Utah meridionale. Durante parte del periodo Cretaceo superiore, la regione era sommersa da un mare poco profondo, il Mare Interno Occidentale, motivo per cui la formazione conserva estesi depositi marini. L'area è ben nota per l'abbondanza di fossili di rettili marini, in particolare plesiosauri. La posizione dell'esemplare, all'epoca, si trovava a circa 100 chilometri dalla costa. La formazione ha restituito fossili di numerosi vertebrati marini, tra cui i plesiosauri Brachauchenius, Eopolycotylus, Palmulasaurus, Scalamagnus e Trinacromerum, il mosasauro Sarabosaurus, nonché diversi pesci ittiodectiformi (Gillicus, Ichthyodectes e Xiphactinus), crossognathiformi, picnodonti e squali.